# Juan Pereda Asbún
Juan Pereda Asbún (* 17. Juni 1931 in La Paz, Bolivien; † 25. November 2012 in Santa Cruz de la Sierra, Departamento Santa Cruz, Bolivien) war ein bolivianischer Politiker, der unter anderem von 1973 bis 1974 Minister für Industrie und Handel, zwischen 1974 und 1977 Innenminister sowie vom 21. Juli bis zum 24. November 1978 Präsident Boliviens war.

## Leben
Pereda Asbún stammte aus einer zur Mittelschicht gehörenden Familie spanischer Einwanderer und trat nach dem Schulbesuch in die Streitkräfte ein. Nach einer Offiziersausbildung an der Luftwaffenschule (Colegio Militar de Aviación) absolvierte er ein Studium der Luftfahrttechnik in Argentinien und Italien. Später war er Luftwaffenattaché an der Botschaft in Peru. 
Nach dem Putsch von Hugo Banzer Suárez am 23. August 1971 wurde Pereda Asbún einer von dessen engsten Vertrauten und bekleidete zwischen 1973 und 1974 das Amt des Ministers für Industrie und Handel. Nach einer Regierungsumbildung war er zwischen 1974 und 1977 Innenminister, ehe er 1977 Befehlshaber der Luftstreitkräfte (Fuerza Aérea Boliviana) wurde. Die Unterstützung für Banzer Suárez dauerte bis 1978 an, als der Präsident auf Druck der politischen Kräfte des Landes demokratische Wahlen ausrief und Pereda Asbún zum Präsidentschaftskandidaten seiner Partei ausrief. Aus den Wahlen vom 9. Juli 1978 ging er überraschenderweise als Wahlsieger hervor. Aufgrund von erheblichen Vorwürfen stellte das Wahlgericht (Tribunal Electoral) jedoch Wahlfälschungen fest, woraufhin Präsident Banzer die Wahl für ungültig erklärte. Daraufhin unternahm Pereda Asbún am 21. Juli 1978 einen Staatsstreich, besetzte den Präsidentenpalast und übernahm die diktatorische Kontrolle über das Land. In der Folgezeit unternahm das Militär sowie die Nationaldemokratische Aktion ADN (Acción Democrática Nacionalista) eine Reihe von Neuerungen, die die schwache und zerbrechliche Regierung Peredas untergruben.
Letztlich kam es am 24. November 1978 zu einem neuerlichen Militärputsch durch David Padilla Arancibia, der zum Ende der Diktatur Peredas sowie zur Einleitung demokratischer Reformprozesse führte, die letztlich am 6. August 1979 mit der Wahl von Wálter Guevara Arze zum Präsidenten endete. Pereda Asbún selbst zog sich daraufhin aus dem politischen Leben zurück.